# Brad (Romênia)
Brad é uma cidade da Roménia com 18.075 habitantes, localizada no distrito de Hunedoara.